# 胚乳

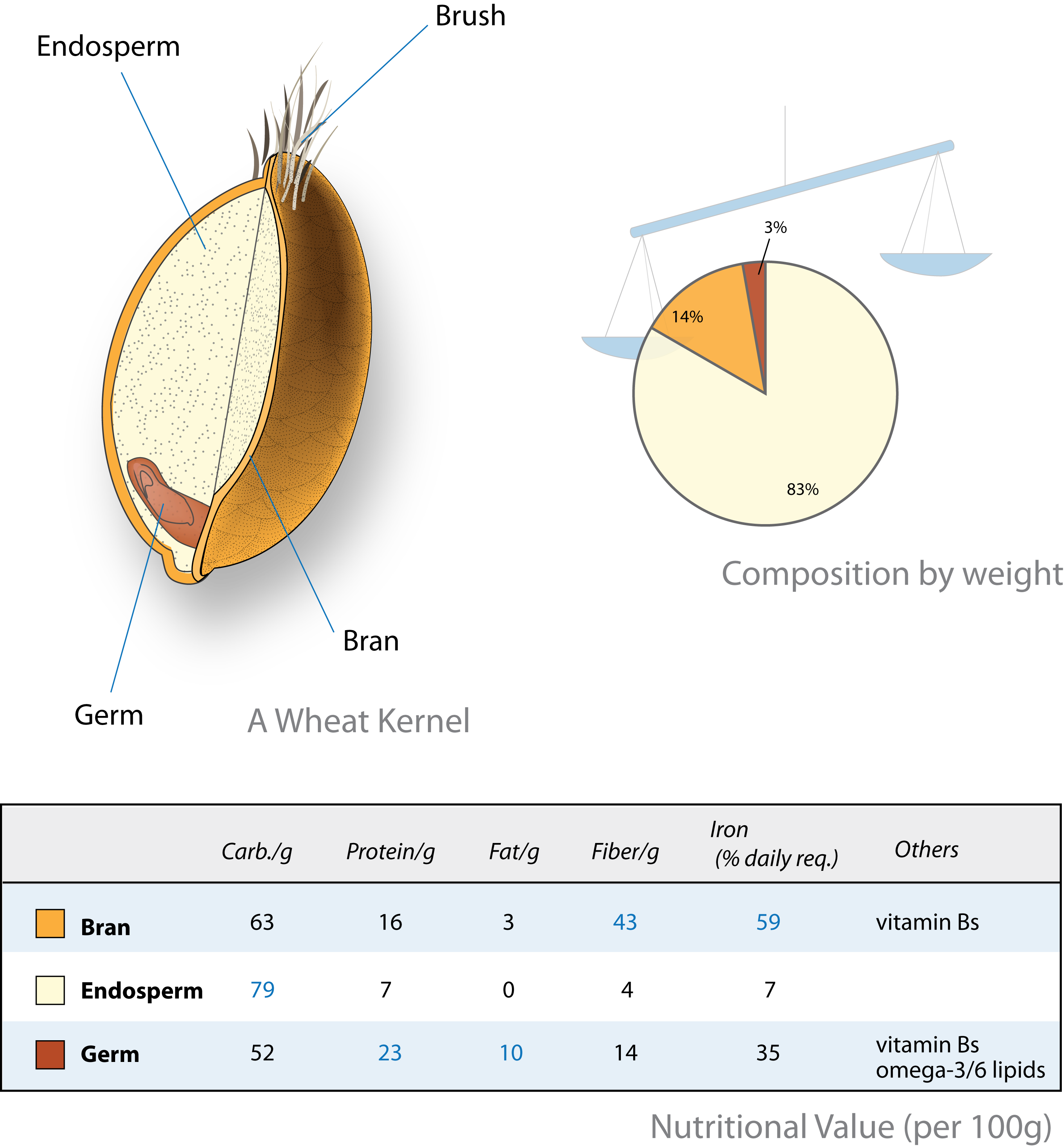
小麥穎果的結構與營養成分，其中endosperm為胚乳

胚乳（endosperm）是種子植物種子的一部分，為種子主要的養分儲存處。被子植物的胚乳由精核和胚珠中的兩個極核在雙重受精時結合而成，具有三套染色體（3N）。一般所指的胚乳都是內胚乳，但部分植物也具有外胚乳，為珠心所發育而成。除被子植物外，裸子植物種子中亦有單倍體的胚乳。
胚乳通常以醣類的形式儲存養分，但有時也會以脂肪或蛋白質的形式儲存。人類各主要文化的主食稻米、玉米、小麥等禾本科的植物，其果皮和種皮完全癒合，以致果實和種子難以區分，稱為穎果，這些植物儲存養分、被初級消費者食用的主要部位皆是胚乳。

## 發育過程與構造

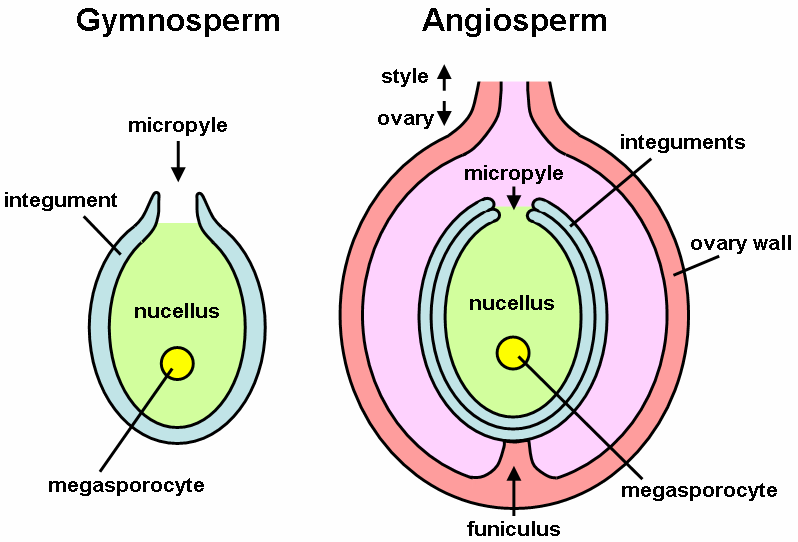
被子植物胚珠的構造

被子植物的胚珠由珠心、合點（chalaza）、珠被、珠柄（funicule）所組成。珠心內含有胚囊（embryo sac），胚囊中含有一個卵、二個極核、以及三個反足細胞 （antipodal cell）；卵核的兩側又各自有一個助核（synergid）。珠心之外由一或二層組織所包圍，稱為珠被，是種皮的前身。
被子植物行雙重受精時，第一個精子和卵結合，並發育成胚，第二個精子則和兩個極核結合，經過多次細胞分裂後形成胚乳，因此胚乳是由兩個單倍體的極核與一個1N的精子結合，共有三套染色體。雖然胚乳有三套染色體，但兩個極核系同一母細胞行細胞分裂而成，遺傳物質相同。

## 組成與功能

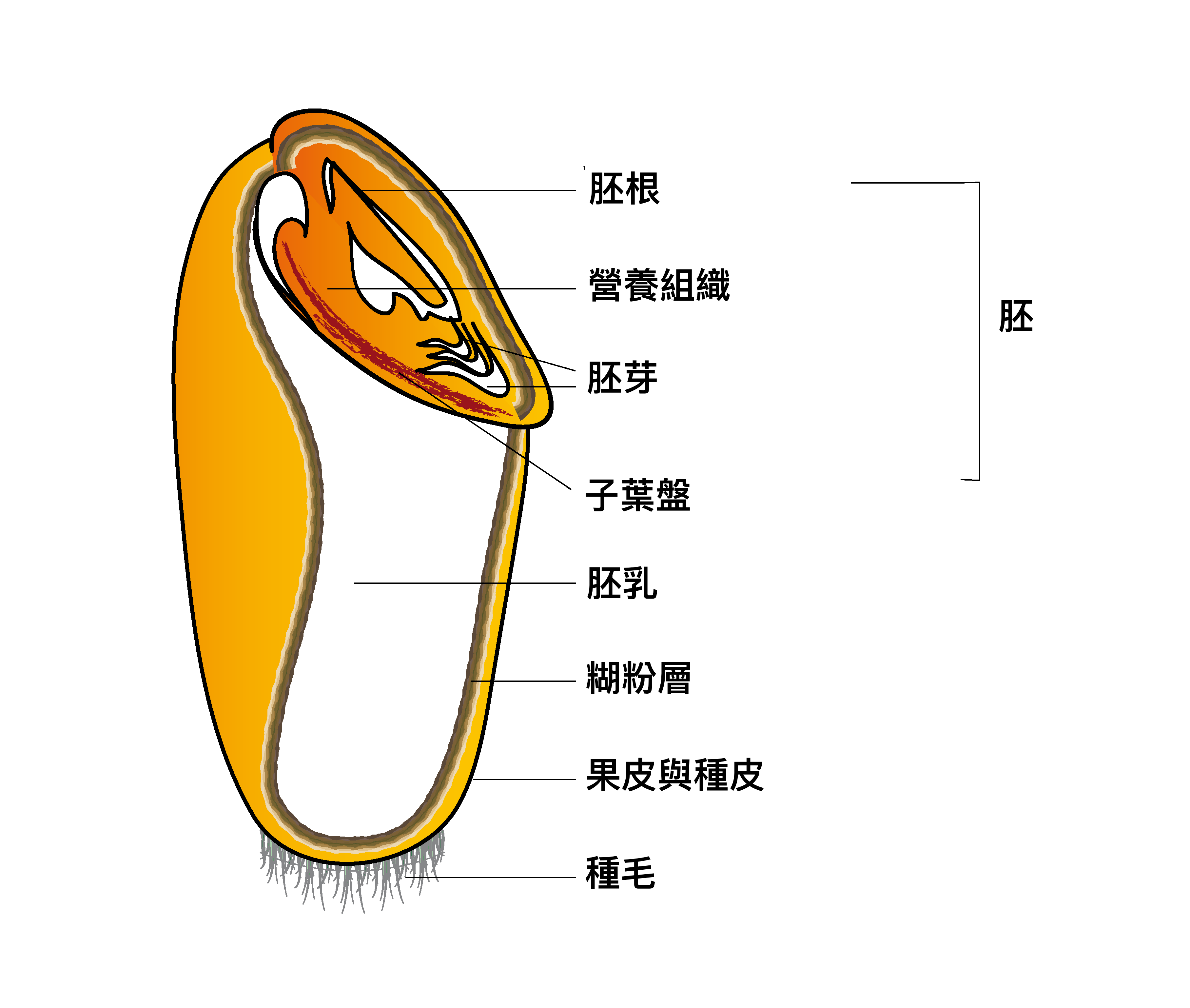
小麥種子的剖面圖

胚乳含有多量的澱粉、油脂、蛋白質等養分，是被子植物種子主要的養分儲存構造。其中有幾個層帶構造有特別的名稱。胚乳的外層與種皮相接之一層或少數幾層為糊粉層。糊粉層含有大量蛋白質、油脂與礦物質，受到胚產生的吉貝素刺激後可分泌α-澱粉酶、蛋白酶、核酸酶等水解酶，將胚乳中的大分子澱粉分解成葡萄糖，再運送至子葉盤形成蔗糖後，運送至胚與幼苗以供應其生長所需。除了糊粉層外，有時在種皮和糊粉層中間有一層不透明的層帶，稱為透明層（hyaline layer），是珠心細胞的殘餘，薄而沒有明顯的細胞結構。

## 分類
豆科植物、蘭花、油菜、甘藍、杏仁等的胚乳有的在種子發育成熟前就已被吸收完畢而消失，稱為「無胚乳種子」，這些植物通常有明顯的子葉負責胚的養分供應，如豆類的主要食用部位便是子葉，但無胚乳種子成熟後也可能一層至數層萎縮的胚乳組織，如杏仁、芥子的胚乳，後者還含有大量油脂組織。大多數的單子葉植物與部分雙子葉植物的胚乳則較大，種子成熟後依然維持完整的胚乳，稱為「有胚乳種子」（Albuminous Seed）。

## 食用

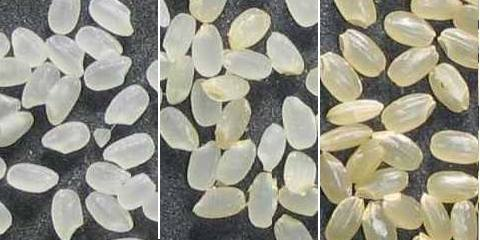
米主要的食用部位是胚乳

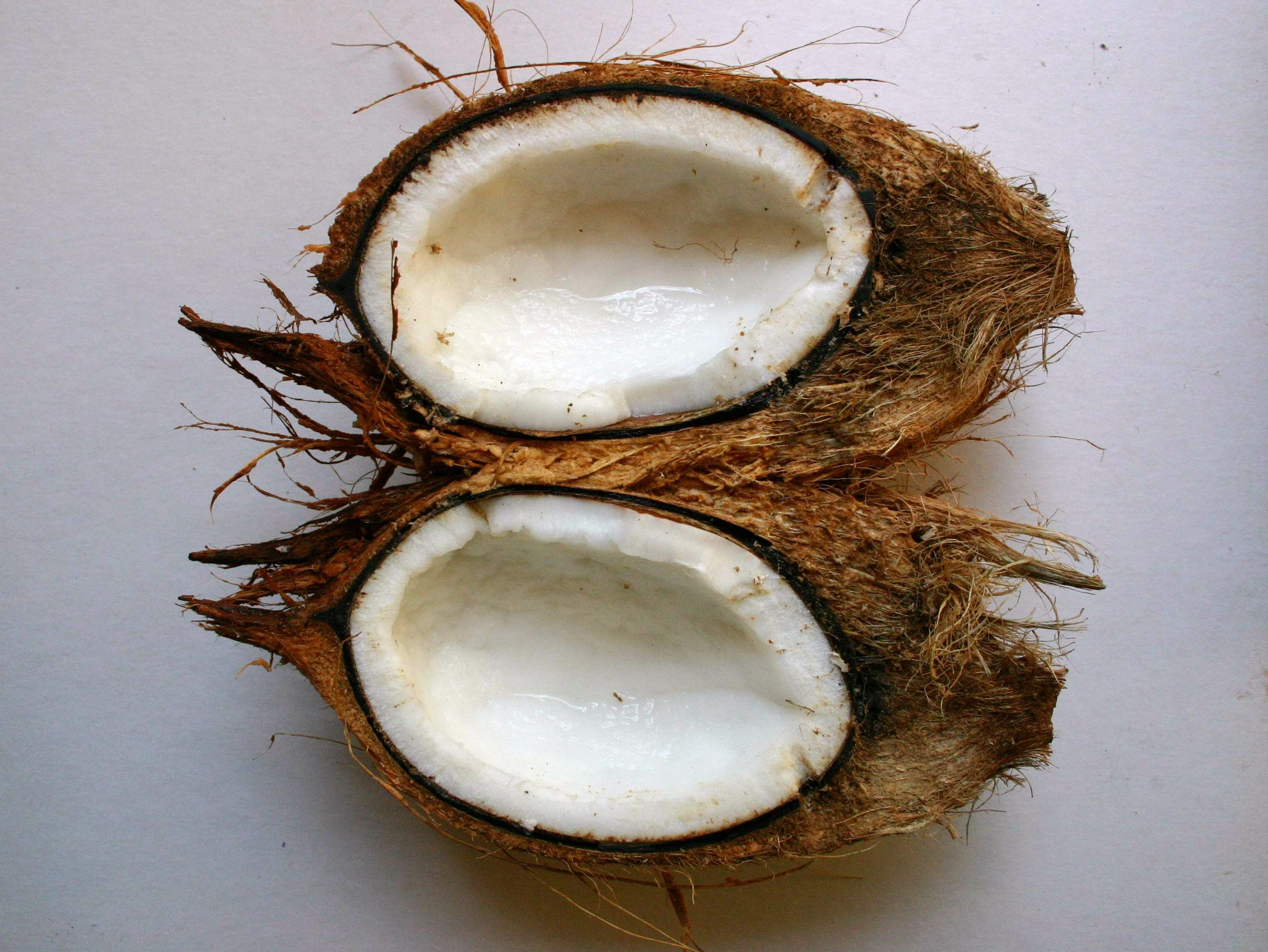
椰子果實中的胚乳

### 米飯和玉米
稻米與玉米等穀物的主要食用部位即為胚乳，其中糙米是稻米剝殼後的產物，糙米去掉米糠（果皮、種皮和糊粉層）後為胚芽米，胚芽米再去掉外層的胚芽後即為白米，故白米僅剩最裡層的胚乳，主要成分為澱粉。

### 椰汁
椰汁是椰子的液體狀胚乳，椰子胚乳的細胞核分裂後，起初沒有伴隨細胞壁的形成，此階段胚乳中除了三倍體的核外，也有六倍體與十二倍體的核。之後細胞壁漸形成，慢慢形成細胞狀的胚乳，即椰子果肉。

## 相似構造

### 裸子植物的胚乳
裸子植物也具有胚乳，與被子植物的胚乳同為包圍在胚外面專司養份供應，但其為胚囊的其他細胞直接發育而成，沒有經過雙重受精的過程，所以是單套染色體（N），只含有母本基因，不含父本基因。被子植物因配子體大幅退化，受精後胚乳會進行大規模的發育，從其他部位輸入養分以供胚使用；相較之下裸子植物的胚珠在受精前即含有許多養分，故受精後只有胚有明顯的發育，沒有從其他部位輸入養分至胚乳的現象。

### 外胚乳
藜科、石竹科與睡蓮科等植物種子的主要養份儲存處外胚乳是由胚囊外的珠心細胞發育成的，為2N的組織，只具有母本基因。

## 外觀影響

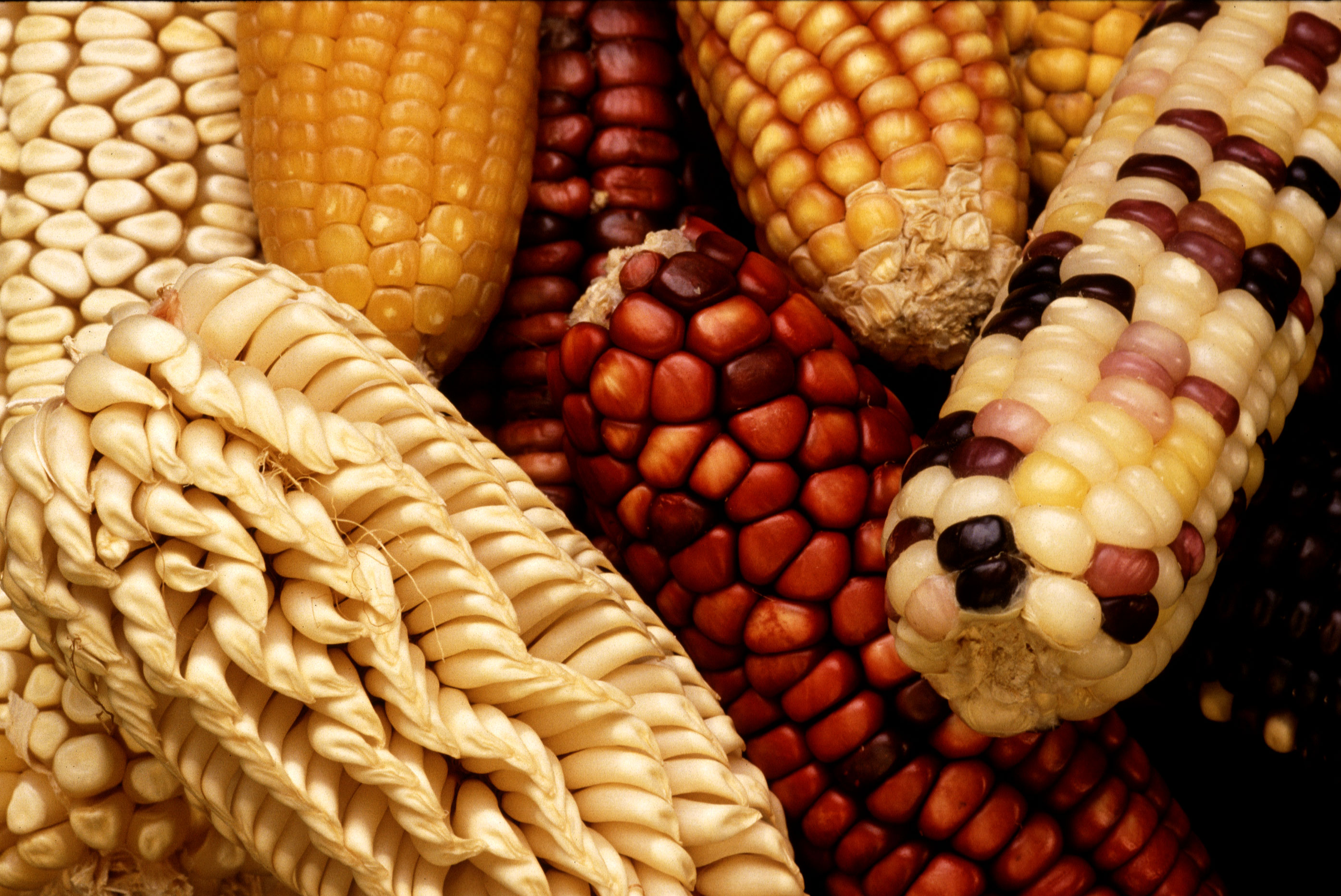
不同顏色的玉米

種子的外觀受胚乳影響很大，因為胚乳在種子中佔很大的體積，如果胚乳是用澱粉構成的，脫水後體積並無明顯改變，種子維持飽滿狀；如果胚乳是以糖的型態儲存，脫水時體積會大幅縮減，種子呈皺縮狀。種子的顏色也經常受到胚乳糊粉層與澱粉層的影響，某些玉米的藍、紫的顏色即是糊粉層中的花色素苷造成的，澱粉層也可能有色，不過只有糊粉層無色時其顏色才能顯現，若糊粉層有色，則澱粉層的顏色會被蓋過，意即糊粉層的顏色對澱粉層的顏色有上位性。